# Vogue Ukraine
Vogue Ukraine — українське видання американського щомісячного журналу про моду та стиль життя Vogue. Журнал виходить з березня 2013 року, це 21-ше місцеве видання Vogue.

## Опис
Платформа Vogue UA складається із сайту, соціальних мереж, книг та івентів. Станом на 2023 рік vogue.ua відвідує до 2-2,5 млн унікальних користувачів на місяць. Щодня на сайті виходить близько 15 матеріалів. 14 квітня 2023 року до проєкту повернувся друкований журнал, що востаннє виходив друком 21 лютого 2022 року. Новий випуск отримав символічне найменування Edition 1. Vogue Ukraine — найуспішніший журнал серед українського глянцю. Станом на 2017 рік щомісячна аудиторія одного номера — 75 тисяч людей, які купують або передплачують журнал, і ще близько 125 тисяч вторинної аудиторії, яка прочитала журнал випадково. Також Vogue Ukraine є лідером в Instagram.